# Maurice Baron
Maurice Baron, född 1 januari 1889 i Lille i Frankrike, död 5 september 1964 i Oyster Bay, New York, USA, var en fransk-amerikansk kompositör.

## Filmmusik
- 1925 – Ben-Hur